# テフライト

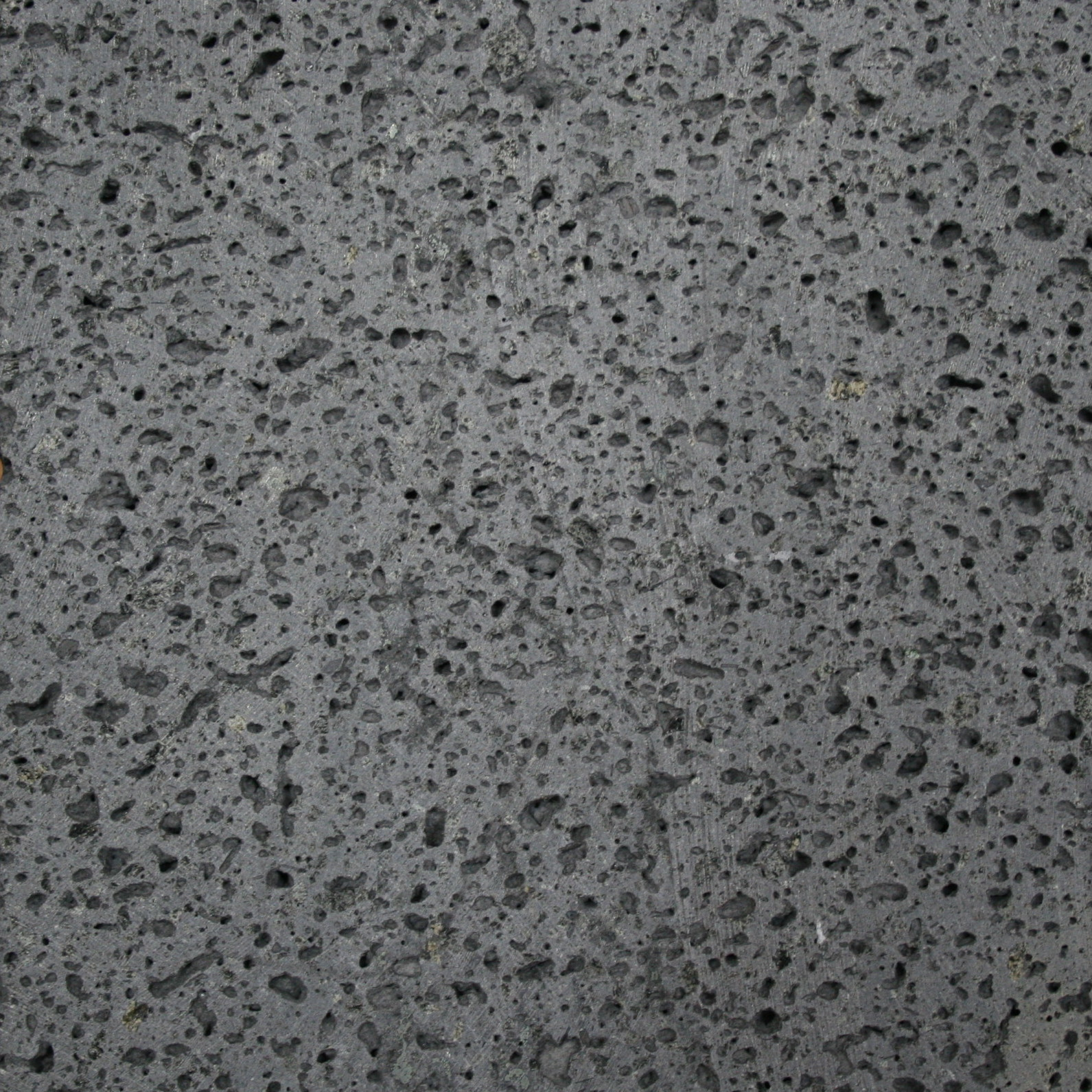
ドイツのアイフェルで産出した白榴石系テフライト

テフライトまたはテフル岩(Tephrite)は、火成岩、火山噴出岩で、非顕晶質から斑岩様のテクスチャを持つ。鉱物組成は、通常、準長石（白榴石及び霞石）と斜長石が豊富で、少量のアルカリ長石を含む。随伴鉱物としては輝石が一般的で、石英やカンラン石は含まない。白榴石-霞石系のものはドイツのハイデルベルク近郊Hamberg bei Neckarelzで、響岩系のものはイタリアのバジリカータ州モンテ・ヴルトゥレで、ベイサナイト系のものはナミビアの火成岩貫入の中で見られる。